# Кроуфорд (окръг, Уисконсин)
Вижте пояснителната страница за други значения на Кроуфорд.
Окръг Кроуфорд (на английски: Crawford County) е окръг в щата Уисконсин, Съединени американски щати. Площта му е 1551 km², а населението - 16 113 души (1 април 2020). Административен център е град Прери ду Шийн.